# Aleksandr Klimenko
Aleksandr Klimenko (ukrainska: Олександр Клименко), född den 27 mars 1970, död den 7 mars 2000, var en ukrainsk friidrottare som tävlade i kulstötning; i början av sin karriär tävlade han för Sovjetunionen.
Klimenkos genombrott kom när han 1988 vann guld vid VM för juniorer. Han deltog vid VM 1991 i Tokyo där han slutade på tredje plats, samma år vann han även guld vid universiaden.
Han deltog vid Olympiska sommarspelen 1992 där han slutade på en åttonde plats. Under 1993 försvarade han sitt guld vid universiaden. Vidare vann han guld vid EM 1994 i Helsingfors. 
Hans sista stora final var VM-finalen 1995 i Göteborg där han slutade på en tolfte plats.

## Personliga rekord
- Kulstötning - 20,34 meter (inomhus 20,58 meter)